# Excessivt tal
Inden for talteori er et excessivt tal et positivt helt tal der opfylder at summen af dets divisorer (tallet selv ikke medregnet, men tallet 1 medregnet) er større end tallet selv. For eksempel er 20 et excessivt tal, da divisorerne i 20 (undtagen 20 selv) er 1, 2, 4, 5 og 10, og vi har 1+2+4+5+10 = 22 > 20.
Et excessivt tal kan opfattes som et tal der har "for mange" divisorer til at være fuldkomment.
Det første ulige excessive tal er 945.
Hvis et tal er excessivt, gælder det samme for ethvert multiplum af tallet. Så når 20 og 945 er excessive, får vi let nye excessive tal.
20,40,60,80,100,120,… og 945,1890,2835,3780,4725,5670,…
Det er derfor let at finde store excessive tal. Det følger således at der findes uendeligt mange lige og uendeligt mange ulige excessive tal.
Der gælder også at et ikketrivielt multiplum af et fuldkomment tal er excessivt, så for eksempel er 12,18,24,30,36,… alle excessive (fordi 6 er fuldkomment).
Man kan bevise at 24,8 % af alle tal er excessive.